# Cyrus McCormick

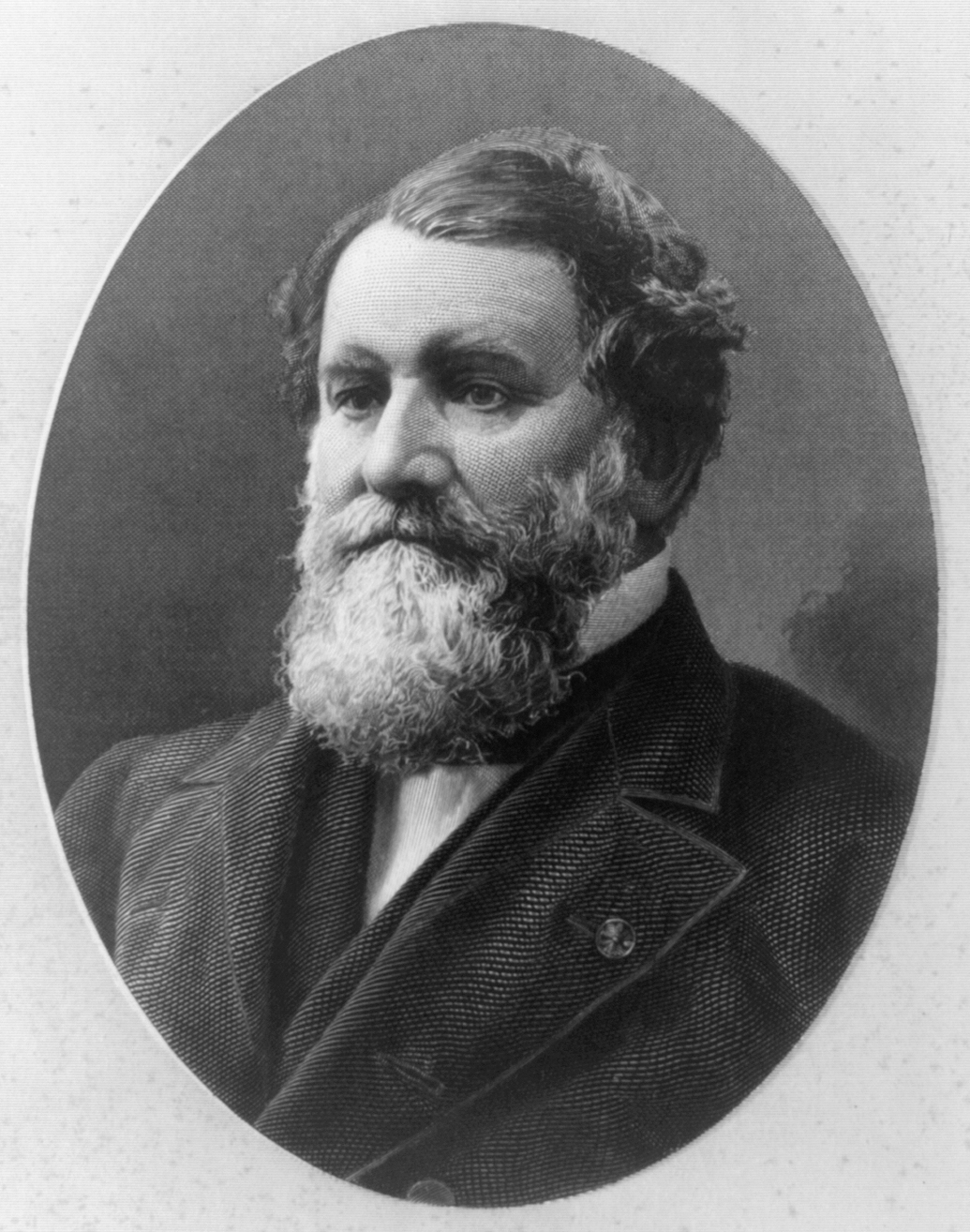
Cyrus McCormick

Cyrus Hall McCormick (* 15. Februar 1809 in Shenandoah Valley, Rockbridge County, Virginia; † 13. Mai 1884 in Chicago) war ein amerikanischer Erfinder von Landmaschinen und Gründer der McCormick Harvesting Machine Company. Sein Virginia-Reaper, mit dem er weltbekannt wurde, förderte die Mechanisierung in der Getreideernte und steigerte dadurch die Produktivität der amerikanischen Landwirtschaft erheblich.

## Leben
Cyrus McCormick war ein Nachkomme schottisch-irischer puritanischer Einwanderer, die sich zuerst in Cumberland County in Pennsylvania niederließen. Sein Großvater zog nach Rockbridge County, wo er das Farmland Walnut Grove kaufte und erfolgreich bewirtschaftete. Sein ältester Sohn Robert heiratete 1808 Mary Ann, die Polly genannt wurde, und übernahm vom Großvater die Landwirtschaft. Er betätigte sich nebenberuflich und nicht sehr erfolgreich als Erfinder und Konstrukteur. Cyrus erhielt nur eine sehr beschränkte Schulausbildung, dennoch zeigte sich sein erfinderischer Verstand im Alter von 15 Jahren, als er 1824 eine kompakte Aufnahmevorrichtung für die Getreideernte konstruierte. Von seinem Vater übernahm er 1831 die Pläne zum Bau einer von Pferden gezogenen Mähmaschine (Reaper). Dieser hatte seit 1815 an der Maschine getüftelt, es aber nie zur endgültigen Fertigstellung gebracht. Innerhalb von sechs Wochen schaffte es sein Sohn Cyrus, die Pläne für die Mähmaschine entscheidend zu modifizieren, eine erste Version zu bauen und erfolgreich zu testen. Das von dem linken Rad angetriebene Schneidwerk des pferdegezogenen Virginia-Reaper zeichnete sich im Vergleich zu den bis dahin konstruierten unzulänglichen Mähvorrichtungenen dadurch aus, dass es aufgrund seiner Konstruktionsweise – bewegliche Klingen zwischen sogenannten Fingern – in der Lage war, die zu schneidenden Getreidehalme während des Fahrtvortriebes des Gerätes kurzzeitig – wie bei einer Schere – zwischen Klinge und Finger bis zum eigentlichen Schneidvorgang zu fixieren (Mähbalken). Bei der Konstruktion half ihm der schwarze Mitarbeiter Jo Anderson. Am Ende des Jahres 1831 konnte er seinen „Virginia-Reaper“, der ungefähr 12 Erntearbeiter ersetzte, zum ersten Mal der Öffentlichkeit vorstellen. Nach weiteren Verbesserungen erhielt Cyrus am 21. Juni 1834 das amerikanische Patent für seine Mähmaschine.

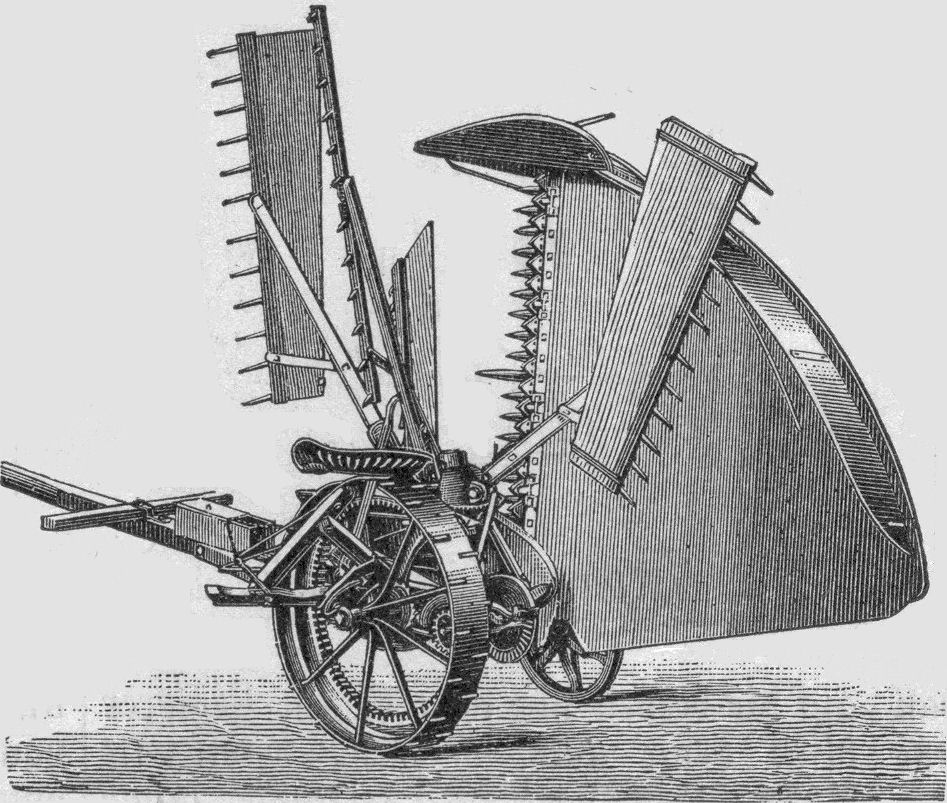
Der McCormick „Virginia-Reaper“

Bis 1840 hatte McCormick keinen Erfolg, sondern ging im Gegenteil 1839 bankrott und verlor seine Farm. Aber er war überzeugt von seiner Erfindung, kämpfte unentwegt weiter und verkaufte 1840 seine erste Mähmaschine. Die Weiterentwicklung und Vermarktung seiner Erfindung verlief erst in den Folgejahren erfolgreich. 1847 zog Cyrus McCormick mit seiner Werkstatt ins aufstrebende Chicago, um von dort aus in den gesamten landwirtschaftlich geprägten mittleren Westen seine Maschinen zu liefern. Die Maschinenfabrik produzierte für die Erntesaison 1848 500 McCormick-Reaper und für die Saison 1849 bereits über 1.500 Exemplare, obwohl in dieser Zeit der erste Patentschutz zugunsten des Allgemeinwohls aufgehoben wurde und bis 1850 etwa 30 Mähmaschinenanbieter auf den amerikanischen Markt kamen. 1851 wurden seine und die von seinem Konkurrenten Obed Hussey erfundene Mähmaschinen mit Pferdebespannung an der ersten Weltausstellung im Kristallpalast in London gezeigt. 1856 nahm Cyrus seine Brüder William und Leander in das Unternehmen auf und gründete so den Vorläufer der McCormick Harvesting Machine Company. In diesem Jahr wurden über 4.000 Stück der „Virginia-Reaper“ verkauft, 1862 bereits 33.000, bis 1864 waren insgesamt 250.000 und bis 1884 waren 500.000 Mähmaschinen im Einsatz.
Die McCormick-Maschinen wurden in den nächsten Jahren stetig weiterentwickelt. 1857 meldete McCormick ein Patent für eine Mähmaschine mit Kutschbock an und 1858 folgte das Patent für eine Mähmaschine mit automatischem Rechen, das er dem verarmten Obed Hussey abgekauft hatte, der seit 1834 sein größter Gegenspieler war.
Cyrus McCormick heiratete 1858 Nancy (Nettie) Fowler, mit der er sieben Kinder hatte. Außerhalb der Geschäftswelt engagierte er sich aktiv in der presbyterianischen Kirche, unterstützte Zeitungen und gründete das McCormick Theological Seminary in Chicago, das später in McCormick Seminary umbenannt wurde. McCormick starb 1884 in Chicago, wo er die letzten Lebensjahre verbracht hatte. Seine letzten Worte sollen work, work gewesen sein, und er hinterließ ein Vermögen von 11 Mio. Dollar. Nach ihm übernahm sein ältester Sohn, Cyrus McCormick II, bis zum Jahr 1902 den Vorsitz des Unternehmens.

## Organisation und Vertrieb
Den wirtschaftlichen Erfolg verdanken die McCormick-Maschinen verschiedenen Umständen. Vor allem die westliche Expansionspolitik, verbunden mit dem Bau der Eisenbahnen, führte dazu, dass das Produkt im ganzen Land bekannt wurde und vertrieben werden konnte. McCormick zeigte neben seinem technischen Erfindungsgeist aber auch wirtschaftliches Verständnis. Den Käufern wurden vereinfachte Kaufpreisdarlehen eingerichtet, die mit den vermehrten Ernteerträgen zurückgezahlt werden konnten. Schriftliche Garantien, Gebrauchsanweisungen, umfangreiche Einführungen in die Bedienung der Maschinen vor Ort, ein Netz von Außendienstmitarbeitern und ein Farmermagazin vervollständigten das Verkaufsprogramm der McCormick-Brüder.

## Agrar- und sozialhistorische Bedeutung

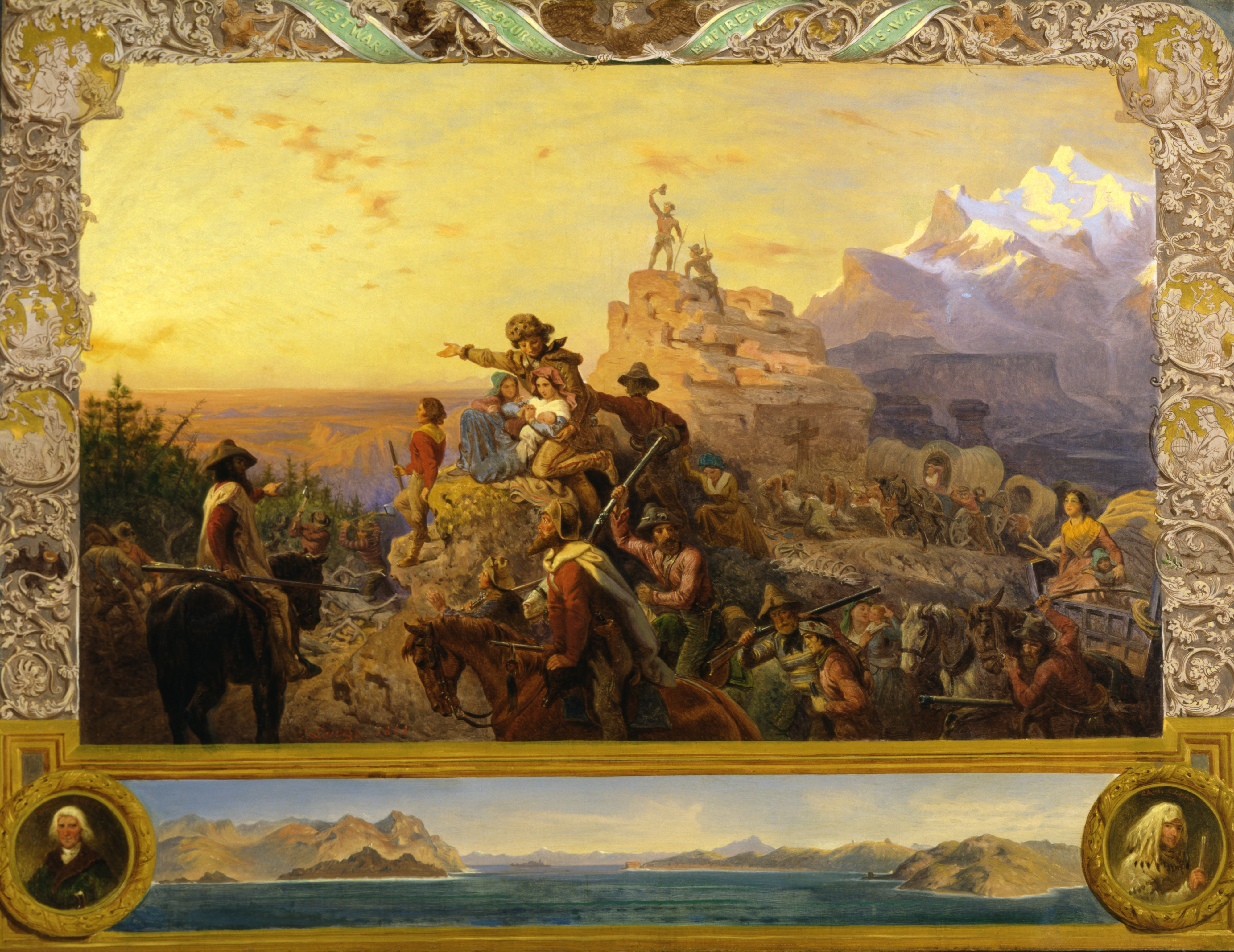
Westward the course of empire takes its way, with McCormick Reapers in the Van

Die von McCormick erfundene Konstruktionsweise des Mähbalkens leitete eine Revolution in der Erntetechnik ein. Bedingt durch die wesentlich höheren Flächenleistungen als bei konventioneller Schnitttechnik mit Sense oder Sichel sank der Personalbedarf in der Landwirtschaft in den folgenden Jahren erheblich; das freiwerdende Personal wanderte in die Städte und verdingte sich in der aufstrebenden Industrie.
Der „Virginia-Reaper“ war eine der ersten maschinellen Erntehilfen und bedeutete den Einzug der Industriellen Revolution auch in die Landwirtschaft.
Daneben war seine Maschine eine große Unterstützung bei der westwärts gerichteten Expansion während dieser Zeit. Die berühmteste Reklameanzeige der Firma verband Emanuel Leutzes episches Gemälde Westward the course of empire takes its way mit dem Slogan „... with McCormick Reapers in the Van“. Der amerikanische Außenminister William H. Seward sagte, dass wegen dieser Erfindung „the line of civilization moves westward thirty miles each year.“

## Auszeichnungen
Cyrus McCormick erhielt verschiedenste Preise und Auszeichnungen für seine Erfindungen. Von der Académie des sciences wurde er 1851 zum korrespondierenden Mitglied ernannt, „weil er mehr für die Landwirtschaft getan habe, als jeder andere.“ Ebenfalls 1851 wurde er als Offizier in die französische Ehrenlegion aufgenommen. Im gleichen Jahr gewann sein Reaper die Gold Medal bei der Great Exhibition in London, nachdem sie einen praktischen Wettbewerb außerhalb der Stadt in Tiptree Heath gegen zwei konkurrierende Maschinen für sich entschieden hatte. Dadurch wurde er weltweit bekannt.
Cyrus McCormick war Namensgeber sowohl des McCormick County in South Carolina als auch, in diesem County gelegen, der Stadt McCormick.
Nach McCormick wurde außerdem ein Liberty-Schiff benannt. Die SS Cyrus H. McCormick wurde am 18. April 1945 als letztes alliiertes Schiff in der Atlantikschlacht versenkt.